# 洛貝爾島
洛貝爾島（英語：Lobel Island）是南極洲的島嶼，位於威廉群島中沃沃曼斯群島的一部分，處於布朗島西南面4公里，由讓-巴蒂斯特·夏古率領的法國探險隊繪入地圖，現時由南極條約體系管理。